# Транспорт Гуандуна
Китайская провинция Гуандун обладает развитой транспортной инфраструктурой и лидирует как в области грузоперевозок, так и в области пассажиропотоков. Гуандун имеет плотную сеть автодорог, железных дорог и речных путей, по которым осуществляются связи с другими регионами страны, а также крупнейшие морские порты и международные аэропорты Китая, связывающие провинцию с внешним миром.

## Водный транспорт
Поскольку Гуандун является крупнейшим промышленным и внешнеторговым центром Китая, морские порты играют ключевую роль в поставках сырья и товаров. Кроме того, сохраняют свою роль и речные грузоперевозки, особенно по рекам Чжуцзян (Жемчужной реке), Бэйцзян (Северной реке) и Сицзян (Западной реке). На водный транспорт приходится более 2/5 от общего тоннажа грузоперевозок в Гуандуне.
Гуандун является ключевым элементом нового Морского Шёлкового пути, который начинается в портах дельты Жемчужной реки, далее проходит через порты Индии, Шри-Ланки и Восточной Африки, затем следует через Суэцкий канал в европейские порты Средиземного моря (главным образом в Пирейский порт, Генуэзский порт, порты Триеста, Марселя и Барселоны). Кроме того, большое значение имеют грузовые перевозки из Гуандуна в порты Южной Кореи, Японии, Вьетнама, Индонезии, Сингапура, Австралии, Северной и Южной Америки.
Крупнейшей судоходной компанией Гуандуна является государственная корпорация China COSCO Shipping (Шанхай). Кроме того, в Гуанчжоу базируется её дочерняя компания COSCO Shipping Specialized Carriers — крупный перевозчик специальных и негабаритных грузов (буровых платформ, ветроэнергетического оборудования, кранов, локомотивов и вагонов, труб, целлюлозы, древесины и асфальта).

### Крупнейшие порты
Четыре порта Гуандуна входят в число крупнейших контейнерных портов мира — порты в округах Шэньчжэнь, Гуанчжоу, Дунгуань и Чжухай.
- Порт Гуанчжоу — старейший порт Южного Китая, основанный в эпоху империи Цинь. Основные причалы расположены в районах Наньша и Хуанпу, а также в соседнем Дунгуане (портовая зона Синьша). Основными грузами, проходящими через порт, являются контейнеры, нефть, уголь, зерно, химические удобрения, сталь, руда и автомобили. Оператором порта является государственная компания Guangzhou Port Group[7].
  - Порт Наньша[англ.] расположен в районе Наньша на острове Лунсюэ в устье Жемчужной реки. Он начал работу в 2004 году и специализируется на перевалке контейнеров (в 2023 году обработал около 75 % из 25,4 млн TEU, которые прошли через порт Гуанчжоу)[8].
- Порт Шэньчжэня[англ.] — третий по величине контейнерный порт Китая (в 2022 году обработал 30,04 млн TEU). Состоит из двух портовых зон — Западной зоны в районах Баоань и Наньшань (ориентирована на дельту Жемчужной реки) и Восточной зоны в районах Яньтянь и Дапэн; в районе Наньшань расположены порты Цяньхайвань, Дачань, Мавань, Чивань и Шэкоу, в районе Баоань — порты Дачань-Бей и Сяочань. Крупнейшими компаниями-операторами являются Yantian International Container Terminals Co. (входит в состав CK Hutchison Holdings), Chiwan Container Terminal Co., Shekou Container Terminal Co. и Shenzhen Mawan Terminals Co. (все три входят в состав группы China Merchants Port), Dachan Bay Modern Port Development Co. и Guangdong Dapeng LNG Co. Основными грузами, проходящими через порт Шэньчжэня, являются контейнеры, автомобили, нефтепродукты, химикаты и сжиженный газ[9][10].
  - Международный контейнерный терминал Яньтянь[англ.] расположен в районе Яньтянь и является крупнейшим контейнерным терминалом Шэньчжэня. Он начал работу в 1994 году и принадлежит Hutchison Port Holdings[англ.] — дочерней компании CK Hutchison Holdings[11].
- Порт Хойчжоу[англ.] расположен в заливе Даявань, он начал свою работу в 1992 году. Состоит из трёх портовых зон — Цюаньвань, Дунма и Хойдун. Операторами портовых терминалов являются компании Huizhou Port Group, Huizhou Port Industrial Corporation, Hutchison Port Holdings, China National Offshore Oil Corporation, Shell и Oiltanking[англ.]. Основными грузами, проходящими через порт Хойчжоу, являются контейнеры, нефть, нефтепродукты, сжиженный газ и уголь. Общий грузооборот порта Хойчжоу составляет более 90 млн тонн.
- Порт Чжухая[англ.] расположен в дельте Жемчужной реки, он начал свою работу в 1986 году. Портовый комплекс состоит из двух основных портовых зон (Цзючжоу и Гаолань) и пяти вспомогательных зон (Ваньшань, Сянчжоу, Танцзя, Хунвань и Доумэнь). Основными грузами, проходящими через порт Чжухая, являются контейнеры, химикаты и нефтепродукты, а также оборудование для обслуживания морских нефтегазовых платформ. Оператором порта является государственная компания Zhuhai Port Corporation.
- Порт Чжуншаня[англ.] расположен в дельте Жемчужной реки, он начал свою работу в 1953 году. Состоит из трёх портовых зон — Чжуншань, Сяолань и Шэньвань.
- Порт Янцзяна[англ.] начал свою работу в 1993 году. Основными грузами, проходящими через порт, являются уголь, руда и контейнеры.
- Порт Маомина[англ.] начал свою работу в 1998 году. Состоит из трёх портовых зон — Шуйдун, Бохэ и Цзида. Основными грузами, проходящими через порт, являются нефть, нефтепродукты, химикаты, уголь, руда, газ и контейнеры. Оператором порта является Maoming Port Group.
- Порт Чжаньцзяна[англ.] начал свою работу в 1956 году. Основными грузами, проходящими через порт, являются контейнеры, нефть, химикаты и железная руда.
- Порт Шаньтоу[англ.] был основан в XIX веке в устье реки Жунцзян, на острове Маюдао. Состоит из шести портовых зон — Чжучи, Машань, Гуанъао, Хаймэнь, Наньао и Жунцзян. Основными грузами, проходящими через порт Шаньтоу, являются контейнеры и химикаты.
- Порт Фошаня состоит из двух портовых зон — Жунци и Шуньдэ.
  - Порт Жунци[англ.] — грузовой порт на реке Дэшэн; начал свою работу в 1987 году.
  - Порт Шуньдэ[англ.] — пассажирский порт на реке Дэшэн; начал свою работу в 1998 году.

### Паромная сеть
Паромная сеть наиболее развита в дельте Жемчужной реки. Грузопассажирские паромы соединяют между собой не только порты Гуандуна, но и совершают регулярные рейсы в Гонконг и Макао. В Гуанчжоу имеется обширная внутренняя сеть речных паромов и трамваев. Кроме того, железнодорожные паромы доставляют поезда из порта Чжаньцзян через Хайнаньский пролив в Южный порт Хайкоу.
- Паромный порт Наньша[англ.] (Гуанчжоу) — расположен в районе Наньша, связан регулярными рейсами с Гонконгом и Чжухаем.
- Круизный центр Шэкоу[англ.] (Шэньчжэнь) — открылся в 2016 году, принадлежит группе China Merchants; связан регулярными рейсами с Гонконгом, Макао и Чжухаем (включая архипелаг Ваньшань)[13].
- Паромный терминал Фуюн[англ.] (Шэньчжэнь) — расположен возле аэропорта Шэньчжэнь-Баоань, связан регулярными рейсами с Гонконгом, Макао и Чжухаем.
- Паромный терминал Цзючжоу (Чжухай) — связан регулярными рейсами с Гонконгом, Макао и Шэньчжэнем.
- Паромный терминал Хумэнь[англ.] (Дунгуань) — связан регулярными рейсами с Гуанчжоу, Чжухаем и Гонконгом.

Крупнейшей паромной компанией Гуандуна является Shenzhen Xunlong Shipping.

## Рельсовый транспорт
Гуандун имеет одну из самых современных и обширных железнодорожных инфраструктур в мире. Железнодорожной сетью провинции управляет China Railway Guangzhou Group (CR Guangzhou) — дочерняя компания государственного холдинга China State Railway Group (China Railway). Также CR Guangzhou является крупнейшим акционером железнодорожной компании Guangshen Railway Company, которая выступает оператором линии Гуанчжоу — Шэньчжэнь. В 2014 году Гуандун имел более 3,8 тыс. км железных дорог, включая 1,4 тыс. км скоростных. По состоянию на 2018 год в Гуандуне под управлением CR Guangzhou находилось более 4,5 тыс. км железных дорог, а оператор China Railway High-Speed (CRH) эксплуатировал более 1,9 тыс. км скоростных линий.

### Скоростные пассажирские линии
Скоростные линии предназначены для движения только скоростных пассажирских поездов.
- Скоростная железная дорога Пекин — Гонконг
  - Скоростная железная дорога Ухань — Гуанчжоу
  - Скоростная железная дорога Гуанчжоу — Шэньчжэнь — Гонконг
- Скоростная железная дорога Шанхай — Шэньчжэнь
  - Скоростная железная дорога Сямынь — Шэньчжэнь
- Скоростная железная дорога Ланьчжоу — Гуанчжоу[англ.]
  - Скоростная железная дорога Гуйян — Гуанчжоу[англ.]
- Скоростная железная дорога Наньнин — Гуанчжоу[англ.]
- Скоростная железная дорога Гуанчжоу — Шаньвэй[англ.]
- Скоростная железная дорога Гуанчжоу — Хэюань[англ.]
- Скоростная железная дорога Шэньчжэнь — Чжаньцзян[англ.]
- Скоростная железная дорога Шэньчжэнь — Шаньвэй[англ.]
- Скоростная железная дорога Шаньтоу — Шаньвэй[англ.]
- Скоростная железная дорога Ганьчжоу — Шэньчжэнь[англ.]
- Скоростная железная дорога Мэйчжоу — Чаошань[англ.]
- Скоростная железная дорога Лунъянь — Лунчуань[англ.]
- Железная дорога Гуанчжоу — Шэньчжэнь[англ.]

### Грузовые линии
Некоторые линии служат только для грузовых перевозок, по другим линиям ходят как товарные, так и пассажирские поезда.
- Железная дорога Пекин — Гуанчжоу[англ.]
- Железная дорога Пекин — Коулун[англ.]
- Железная дорога Сямынь — Шэньчжэнь
- Железная дорога Ганьчжоу — Шаогуань[англ.]
- Железная дорога Чжанпин — Лунчуань[англ.]
- Железная дорога Литан — Чжаньцзян[англ.]
- Железная дорога Иян — Чжаньцзян[англ.]
- Железная дорога Гуанчжоу — Мэйчжоу — Шаньтоу[англ.]
- Железная дорога Гуанчжоу — Шэньчжэнь[англ.]
- Железная дорога Гуанчжоу — Маомин[англ.]
- Железная дорога Гуанчжоу — Чжухай[англ.]
- Железная дорога Гуанчжоу-Северный — Шитань[англ.]
- Железная дорога в порт Наньша[англ.]
- Железная дорога Хэчунь — Маомин[англ.]
- Железная дорога Гуандун — Хайнань[англ.]
- Железная дорога Пинху — Наньшань[англ.]
- Железная дорога Хойчжоу — Даявань[англ.]
- Железная дорога Лодин[англ.]

### Междугородние линии
Междугородняя железнодорожная система метрополитенского региона дельты Жемчужной реки обслуживает дельту Жемчужной реки (так называемый Район Большого залива Гуандун — Гонконг — Макао) и является одной из крупнейших в мире систем скоростных пригородных электричек. Главными операторами междугородних линий являются Guangdong Intercity Railway Operation (Гуанчжоу) — дочерняя компания Guangzhou Metro Group, и Guangdong Pearl River Delta Intercity Railway — дочерняя компания China Railway Guangzhou Group.
- Кольцевая междугородняя железная дорога Гуанчжоу — Фошань[англ.]
- Междугородняя железная дорога Гуанчжоу — Шэньчжэнь[англ.]
- Междугородняя железная дорога Гуанчжоу — Хойчжоу[англ.]
- Междугородняя железная дорога Гуанчжоу — Чжаоцин[англ.]
- Междугородняя железная дорога Гуанчжоу — Цинъюань[англ.]
- Междугородняя железная дорога Гуанчжоу — Чжухай[англ.]
- Междугородняя железная дорога Чжухай — Чжухайский аэропорт[англ.]
- Междугородняя железная дорога Шэньчжэнь — Даявань[англ.]

### Метрополитены
По состоянию на 2024 год в провинции функционировали четыре метрополитена, причём линия Гуанфо находилась под совместным управлением метрополитенов Гуанчжоу и Фошаня. Метрополитены в Гуандуне имеют как подземные, так и наземные линии («лёгкий метрополитен»).
- Метрополитен Гуанчжоу — начал функционировать в 1997 году, в 2024 году имел 17 линий общей протяжённостью 703 км.
- Шэньчжэньский метрополитен — начал функционировать в 2004 году, в 2024 году имел 17 линий общей протяжённостью 595 км.
- Фошаньский метрополитен — начал функционировать в 2010 году, в 2024 году имел 3 линии общей протяжённостью 135 км.
- Дунгуаньский метрополитен — начал функционировать в 2016 году, в 2024 году имел одну линию протяжённостью 37,7 км.
- Метрополитен Шаньтоу[англ.] — в стадии строительства находится одна монорельсовая линия.

Кроме того, линия Хэнцинь метрополитена Макао связывает между собой район Котай в Макао с районом Хэнцинь в Чжухае.

### Трамваи
В Гуандуне имеются две действующие трамвайные системы, а Чжухайский трамвай был ликвидирован в 2024 году из-за низкой рентабельности.
- Гуанчжоуский трамвай[англ.] — начал функционировать в 2014 году, в 2024 году имел 3 линии.
- Шэньчжэйньский трамвай[англ.] — начал функционировать в 2017 году, в 2024 году имел 2 линии.

### Туристические линии
Монорельсовая линия, обслуживающая парк развлечений «Окно в мир» в Шэньчжэне, открылась в 1993 году. В 2025 году в округе Цинъюань открылась туристическая линия, работающая по принципу поезда на магнитной подушке.

### Узловые вокзалы
В крупных городах Гуандуна имеется несколько узловых вокзалов, на которых сходятся железнодорожные линии, линии метрополитена и автобусные маршруты.
- Гуанчжоу — Гуанчжоу[англ.], Гуанчжоу-Южный[англ.], Гуанчжоу-Северный[англ.], Гуанчжоу-Восточный[англ.], Гуанчжоу-Байюнь[англ.] и Циншэн[англ.].
- Шэньчжэнь — Шэньчжэнь[англ.], Шэньчжэнь-Северный[англ.], Шэньчжэнь-Восточный[англ.], Шэньчжэнь-Пиншань[англ.] и Футянь[англ.].
- Дунгуань — Дунгуань[англ.] и Чанпин[англ.].
- Хойчжоу — Хойчжоу-Северный[англ.].
- Фошань — Фошань-Западный[англ.] и Шуньдэ-Северный[англ.].
- Чжуншань — Чжуншань-Северный[англ.].
- Чжухай — Чжухай[англ.].
- Цзянмынь — Цзянмынь[англ.].
- Маомин — Маомин[англ.].
- Чжаньцзян — Чжаньцзян[англ.].
- Шаньвэй — Шаньвэй[англ.].
- Шаньтоу — Шаньтоу[англ.] и Шаньтоу-Южный[англ.].
- Чаочжоу — Чаошань[англ.].
- Мэйчжоу — Мэйчжоу-Западный[англ.].
- Шаогуань — Шаогуань-Восточный[англ.].
- Чжаоцин — Чжаоцин[англ.] и Чжаоцин-Восточный[англ.].

## Воздушный транспорт
В провинции Гуандун расположено несколько международных и внутренних аэропортов; наибольшая их концентрация наблюдается в дельте Жемчужной реки (округа Гуанчжоу, Шэньчжэнь, Чжухай, Фошань и Хойчжоу). Крупнейшими пассажирскими аэропортами Гуандуна являются:
- Международный аэропорт Гуанчжоу-Байюнь — открылся в 2004 году, в 2023 году обслужил 63,16 млн пассажиров и обработал 2 млн тонн грузов.
- Международный аэропорт Шэньчжэнь-Баоань — открылся в 1991 году, в 2023 году обслужил 52,73 млн пассажиров и обработал 393 тыс. тонн грузов.
- Аэропорт Чжухай-Цзиньвань[англ.] — открылся в 1995 году, в 2023 году обслужил 11,45 млн пассажиров и обработал 35,1 тыс. тонн грузов.
- Международный аэропорт Цзеян-Чаошань — открылся в 2011 году, в 2023 году обслужил 7,18 млн пассажиров и обработал 30,1 тыс. тонн грузов.
- Международный аэропорт Чжаньцзян-Учуань[англ.] — открылся в 2022 году, в 2023 году обслужил 2,74 млн пассажиров и обработал 7,3 тыс. тонн грузов.
- Аэропорт Хойчжоу-Пинтань[англ.] — открылся в 2015 году, в 2023 году обслужил 2,61 млн пассажиров и обработал 8,7 тыс. тонн грузов.
- Аэропорт Фошань-Шади[англ.] — открылся в 1985 году, в 2023 году обслужил 1,07 млн пассажиров.
- Аэропорт Мэйчжоу-Мэйсянь[англ.] — открылся в 1987 году, в 2021 году обслужил 440,2 тыс. пассажиров.
- Аэропорт Шаогуань-Данься[англ.] — открылся в 2021 году, в 2021 году обслужил 9,4 тыс. пассажиров.
- Международный аэропорт Фошань-Гаомин[англ.] — строится с 2022 года.

### Авиакомпании
В провинции базируются пассажирские авиакомпании China Southern Airlines и 9 Air (Гуанчжоу), Shenzhen Airlines и Donghai Airlines (Шэньчжэнь), а также грузовые авиакомпании SF Airlines (Шэньчжэнь) и Air Central (Гуанчжоу).

## Автомобильный транспорт
Гуандун обладает одной из самых разветвлённых дорожных сетей в материковом Китае, которая охватывает практически все уезды и населённые пункты провинции. Основной трафик приходится на скоростные автомагистрали (кит. трад. 高速公路 или англ. Expressways). Первая автомагистраль Гуанфо (S15), связавшая Гуанчжоу и Фошань, открылась в 1989 году. В 2014 году протяжённость скоростных автомагистралей провинции превысила 6 тыс. км, заняв по этому показателю первое место в стране, а в 2015 году она превысила 7 тыс. км (кроме того, в 2015 году объём автомобильных грузоперевозок в провинции достиг 2,8 млрд тонн). В 2020 году протяжённость скоростных автомагистралей Гуандуна превысила 10 тыс. км, а в 2022 году достигла 11,2 тыс. км; кроме того, средняя плотность сети скоростных автомагистралей (62,39 км на 1000 км² в 2022 году) также занимает первое место среди провинций КНР.

### Скоростные автомагистрали
Скоростные автомагистрали являются основным видом дорог для перевозки грузов и пассажиров как внутри провинции Гуандун, так и за её пределы. Они делятся на две категории — национальные автомагистрали (G) и провинциальные автомагистрали (S); вторые нередко являются частью или ответвлениями первых. Для частного автотранспорта все скоростные автомагистрали Гуандуна являются платными. Операторами автомагистралей являются как государственные, так и публичные компании (среди крупнейших — GZI Transport).
- Автомагистраль Пекин — Гонконг — Макао (G4)
  - Автомагистраль Шэньчжэнь — Наньнин[англ.] (G0412)
  - Автомагистраль Сюйчан — Гуанчжоу[англ.] (G0421)
    - Автомагистраль Гуанчжоу — Цинъюань[англ.]

  - Автомагистраль Ухань — Шэньчжэнь[англ.] (G0422)
  - Автомагистраль Лэчан — Гуанчжоу[англ.] (G0423)
  - Автомагистраль Гуанчжоу — Макао[англ.] (G0425)
- Автомагистраль Шэньян — Хайкоу[англ.] (G15)
  - Кольцевая автомагистраль Гуанчжоу[англ.] (G1508)
  - Автомагистраль Нинбо — Дунгуань[англ.] (G1523)
  - Автомагистраль Шэньшань[англ.] (Шэньчжэнь — Шаньтоу)
  - Автомагистраль Цзихэ[англ.] (Шэньчжэнь)
- Автомагистраль Чанчунь — Шэньчжэнь[англ.] (G25)
  - Автомагистраль Шэньчжэнь — Цэньси[англ.] (G2518)
- Автомагистраль Цзинань — Гуанчжоу[англ.] (G35)
- Автомагистраль Дацин — Гуанчжоу[англ.] (G45)
  - Автомагистраль Луннань — Хэюань[англ.] (G4511)
- Автомагистраль Эрэн-Хото — Гуанчжоу[англ.] (G55)
- Автомагистраль Наньчан — Шаогуань[англ.] (G6011)
- Автомагистраль Баотоу — Маомин[англ.] (G65)
- Автомагистраль Ланьчжоу — Хайкоу[англ.] (G75)
- Автомагистраль Шаньтоу — Куньмин[англ.] (G78)
- Автомагистраль Гуанчжоу — Куньмин[англ.] (G80)
  - Автомагистраль Гуанчжоу — Чжаоцин[англ.] (S8)
- Кольцевая автомагистраль дельты Жемчужной реки[англ.] (G94)
  - Автомагистраль Дунгуань — Фошань[англ.] (G9411)
- Автомагистраль Гуаншэнь[англ.] (Гуанчжоу — Шэньчжэнь)
- Автомагистраль Гуанчжань[англ.] (Гуанчжоу — Чжаньцзян)
  - Автомагистраль Гуанфо[англ.] (S15)
- Автомагистраль Гуанхой[англ.] (S21)
- Автомагистраль Наньша-Порт[англ.] (S105)
- Внутренняя кольцевая автомагистраль Гуанчжоу[англ.]
- Западный коридор Гонконг — Шэньчжэнь[англ.]

### Национальные шоссе
Национальные шоссе (англ. National Highways или годао) являются преимущественно бесплатными, но уступают по качеству скоростным платным автомагистралям. В крупных городах национальные шоссе нередко проходят по широким улицам, туннелям и мостам общего пользования.
- Годао 105 (Пекин — Чжухай)
- Годао 106 (Пекин — Гуанчжоу)
- Годао 107 (Пекин — Шэньчжэнь)
- Годао 205 (Циньхуандао — Шэньчжэнь)
- Годао 206 (Вэйхай — Шаньтоу)
- Годао 207 (Хинган — Чжаньцзян)
- Годао 321 (Гуанчжоу — Чэнду)
- Годао 323[англ.] (Ганьчжоу — Линьцан)
- Годао 324[англ.] (Фучжоу — Куньмин)
- Годао 325[англ.] (Гуанчжоу — Наньнин)

### Крупнейшие автомобильные мосты
Крупнейшими автомобильными мостами Гуандуна являются:
- Мост Гонконг — Чжухай — Макао (55 км) на кольцевой автомагистрали дельты Жемчужной реки
- Мост Шэньчжэнь — Чжуншань[англ.] (49,7 км) на автомагистрали Шэньчжэнь — Цэньси
- Мост Наньша[англ.] (12,89 км) на автомагистрали Гуанчжоу — Лунчуань
- Мост Хуанпу (7,01 км) на автомагистрали Гуанчжоу — Макао
- Мост Шэньчжэнь-Бей[англ.] (5,5 км) на автомагистрали Гонконг — Шэньчжэнь
- Мост Ледэ[англ.] (4,3 км) на бульваре Ледэ
- Мост Чжаньцзян-Бей[англ.] (3,98 км) на автомагистрали Лэйчжоу — Янцзян
- Мост Хумэнь (3,61 км) на автомагистрали Дунгуань — Фошань

### Автобусные перевозки
В Гуандуне имеется широкая сеть городских и междугородних автобусных маршрутов. На городских линиях преобладают электробусы. Крупнейшими системами скоростного автобусного транспорта являются Guangzhou Bus Rapid Transit (GBRT) и Zhongshan Bus Rapid Transit (ZBRT).
В Шэньчжэне ключевыми автобусными операторами являются компании Shenzhen Bus Group, Shenzhen Eastern Bus и Shenzhen Western Bus.

## Трубопроводный транспорт
Газопровод «Запад — Восток» II был построен в 2012 году и соединил между собой Хоргос и Гуанчжоу; он поставляет природный газ из Центральной Азии в Гуандун.